# Сэтагая
Сэтагая (яп. 世田谷区 Сэтагая-ку) — один из 23 специальных районов Токио. По состоянию на 1 мая 2020 года его площадь составляет 58,05 км², численность населения 944 977 человек, плотность населения — 16,279 чел./км².

## География

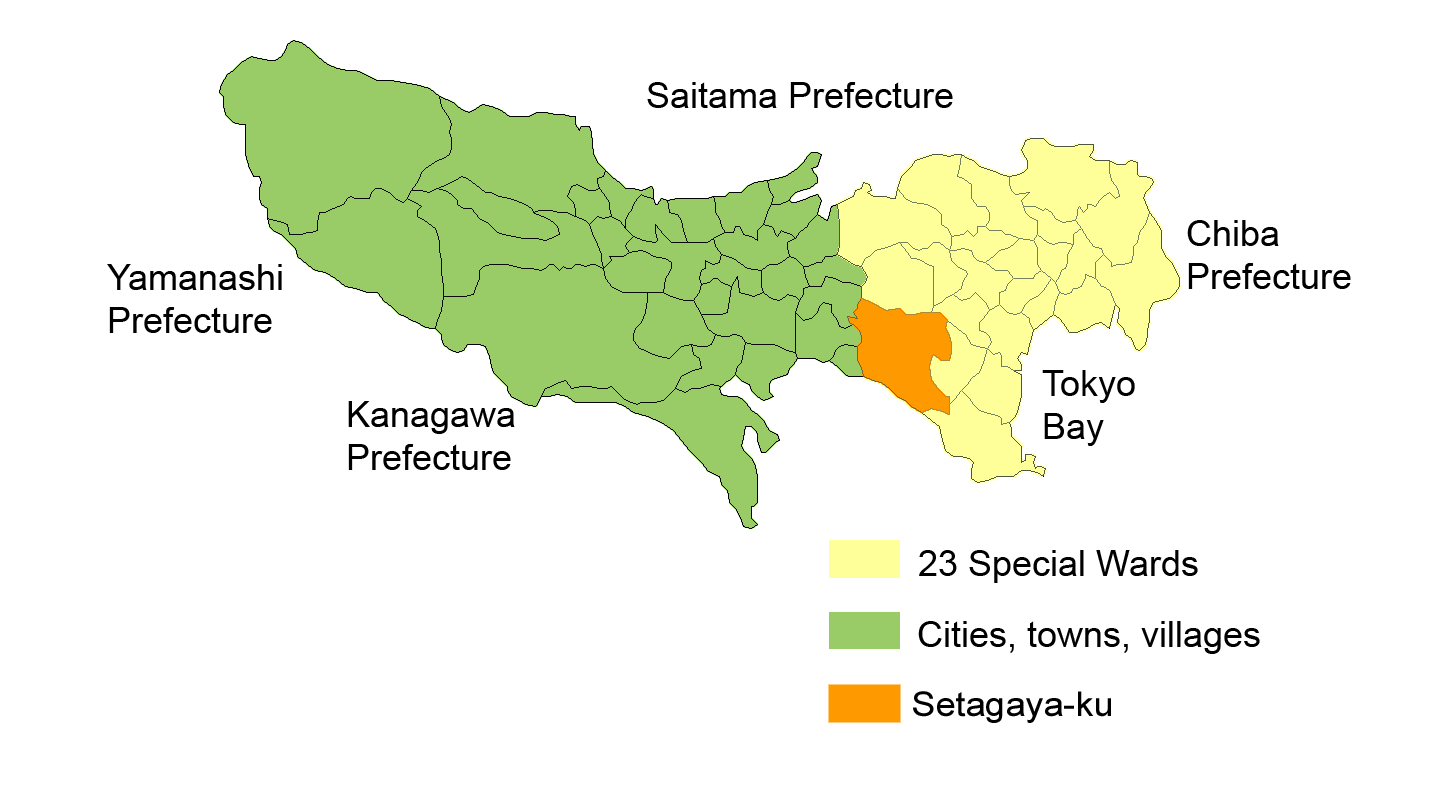
Район Сэтагая на карте

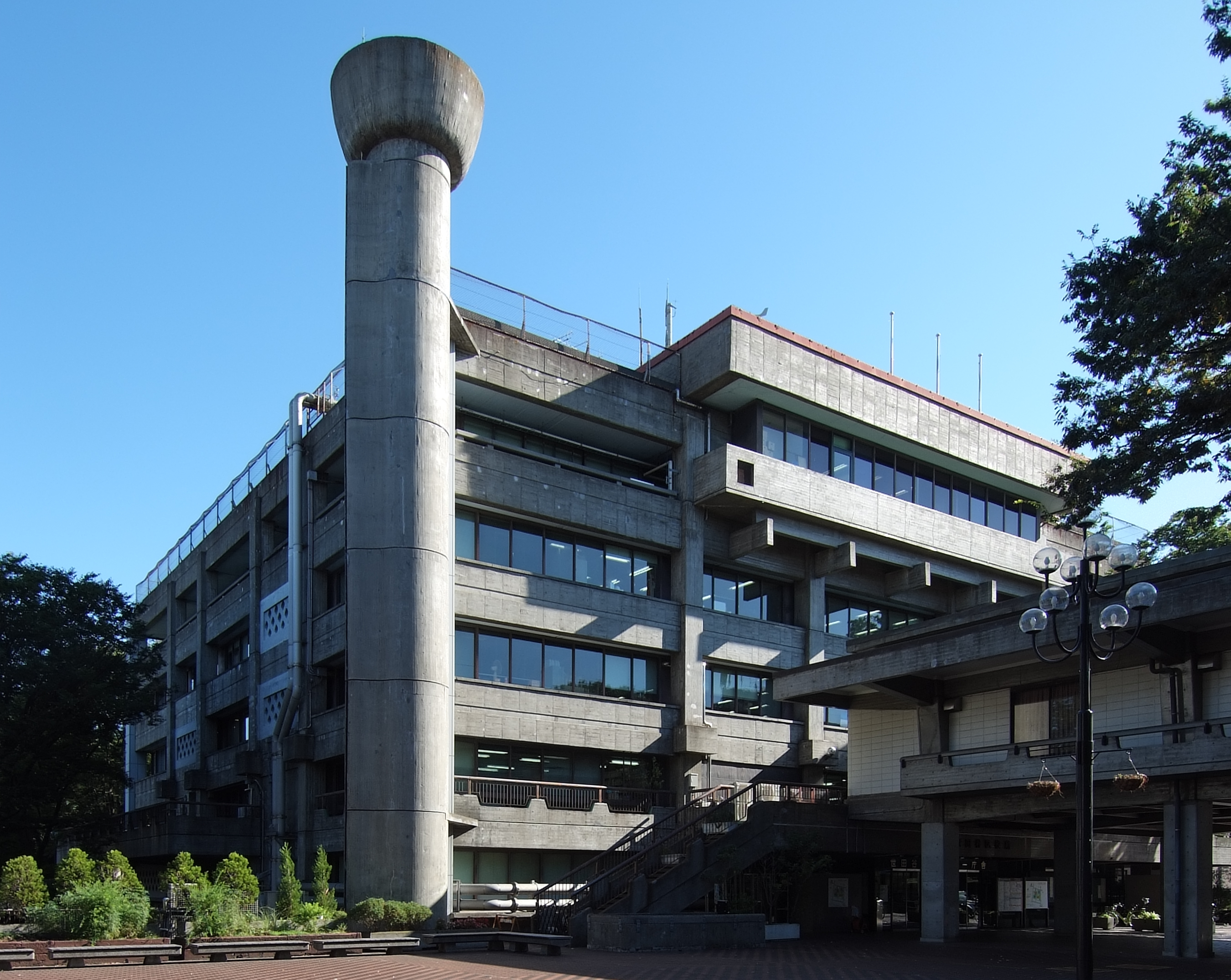
Мэрия района Сэтагая

Сэтагая-ку находится в юго-западной части Токио, западнее района Сибуя и транспортного кольца линии Яманотэ. Является вторым по площади из специальных районов Токио (9,35 % от городской площади) и наиболее населённым из них (в Сэтагае проживает 9,9 % городского населения). Сэтагая относится к одним из самых дорогих районов Токио благодаря своему расположению близ городского центра и оживлённым торговым кварталам Сибуя, Эбису и Дайканъяма. 60 % его площади застроены жилыми домами на одну семью в типичном японском архитектурном стиле.

## Основные кварталы
- Сэтагая
- Мацубара
- Китадзава
- Тамагава
- Кинута
- Карасуяма

## История
В период Эдо на территории нынешнего района Сэтагая находились 42 деревни. В 1871 году его центральная и восточная части были присоединены к префектуре Токио, оставшиеся районы — к префектуре Канагава. В 1893 году район полностью вошёл в состав префектуры Токио. В условиях быстрого расширения города Токио к 1932 году Сэтагая превратился в городской район, а в 1936 году окончательно принял свои современные границы. Статус специального района получил 15 марта 1947 года при создании 23 специальных районов Токио.

## Достопримечательности
- Carrot Tower — самое высокое здание района (124 метра).
- Комплекс «Сэтагая Бизнес Скуэр».
- Парк Кинута с Художественным музеем Сэтагаи.
- Парк Комадзава с одноимённым стадионом.
- Парк Дзидаюбори

## Образование
- Токийский институт русского языка

## Экономика
В Сэтагая базируются корпорации «Caterpillar» (машиностроение), «3M» (потребительские товары), Game Freak (видеоигры), OLM, Inc. (анимация), «Цубурая Продакшнс» (спецэффекты для кино и телевидения), «Томс» (тюнинг автомобилей), а также токийский офис компании «Киосера», штаб-квартиры иностранных корпораций «Сан Майкросистемс» и «Cookie Jar Entertainment». В районе расположены торговые центры и универмаги «Такасимая», «Сэйю», «Одакю», а также научно-технологическая исследовательская лаборатория «NHK».

## Города-партнёры
- Каваба, Япония
- Виннипег, Канада
- Дёблинг, Вена, Австрия
- Банбери, Австралия

## Уроженцы Сэтагаи
- Норифуми (Норик) Абэ (1975—2007), мотогонщик
- Акихико Хосидэ (род. 1968), астронавт
- Хидэо Кодзима (род. 1963), геймдизайнер
- Иссэй Норо (род. 1957), джаз-гитарист

## Галерея

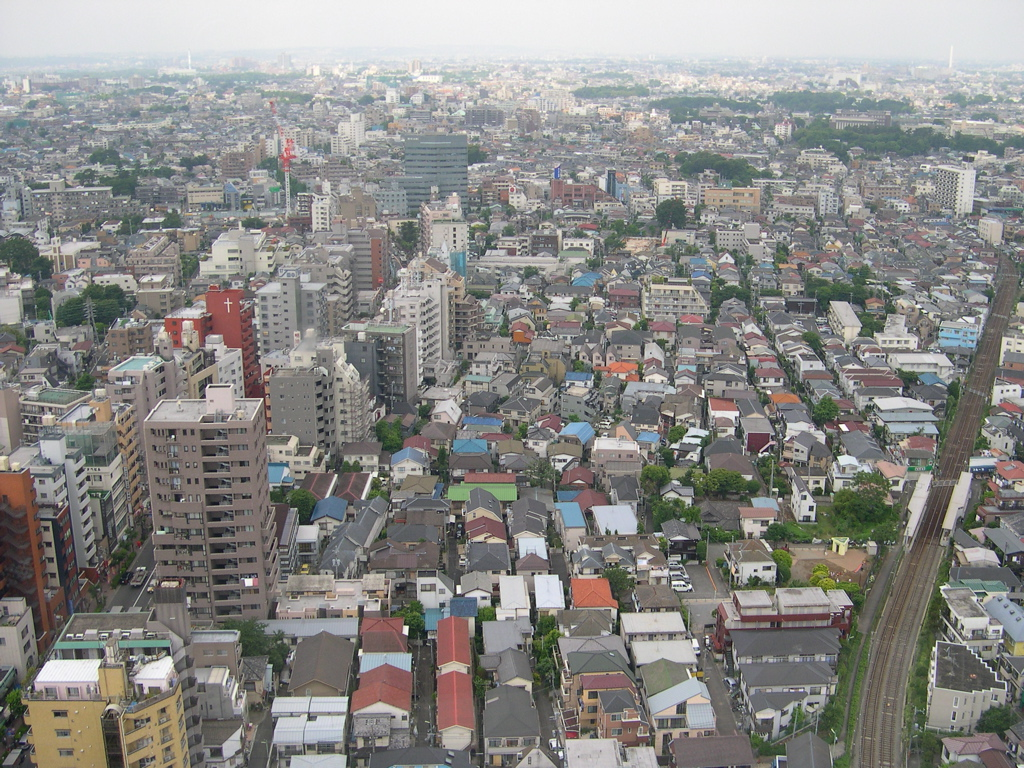
Сэтагая
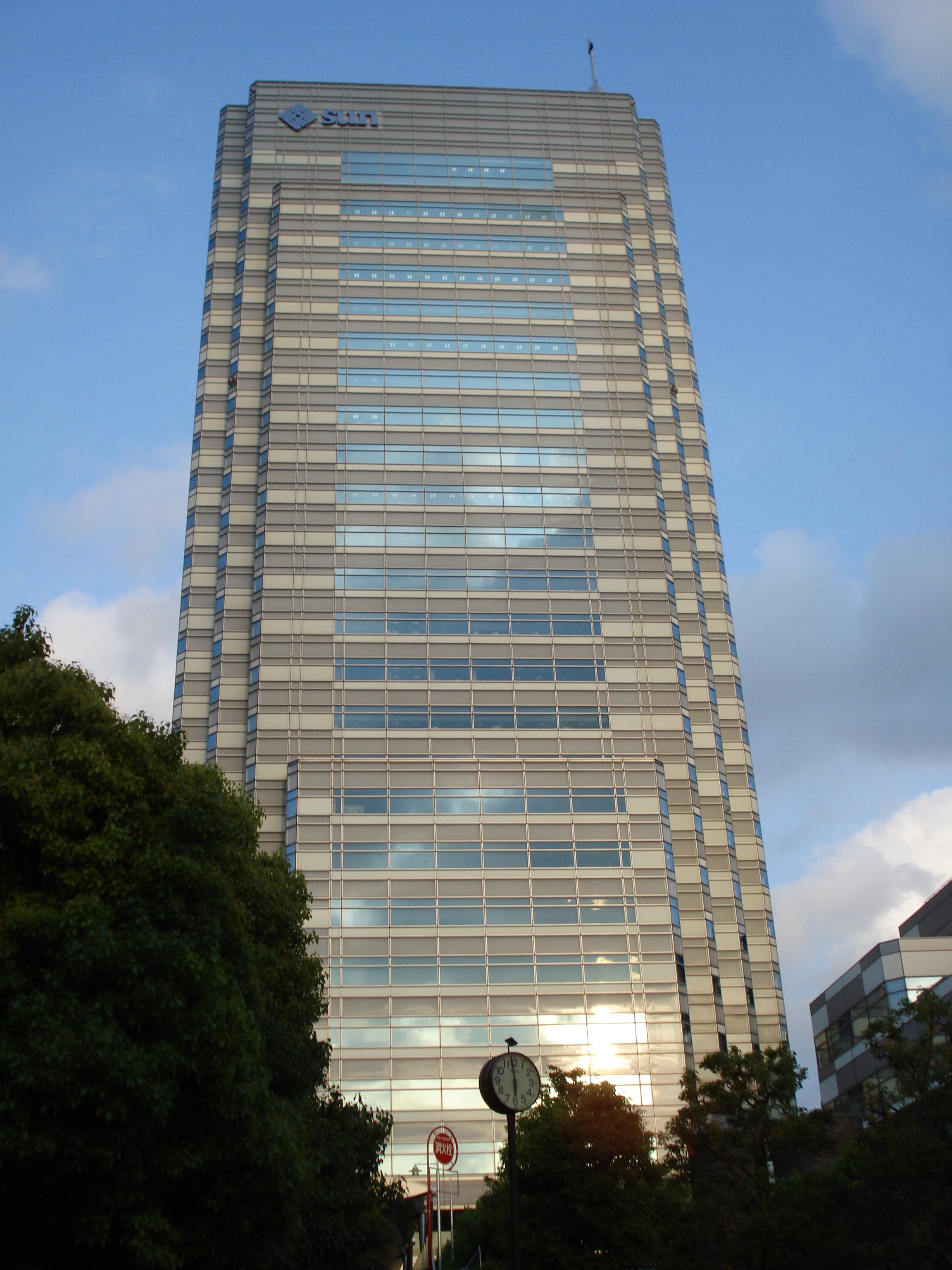
Сэтагая Бизнес Скуэр
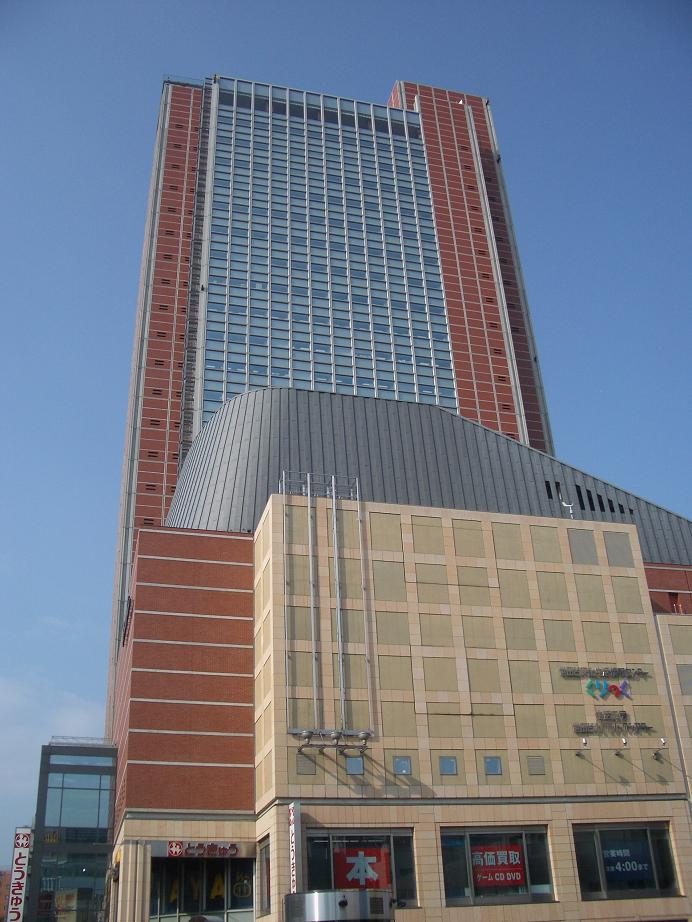
Carrot Tower
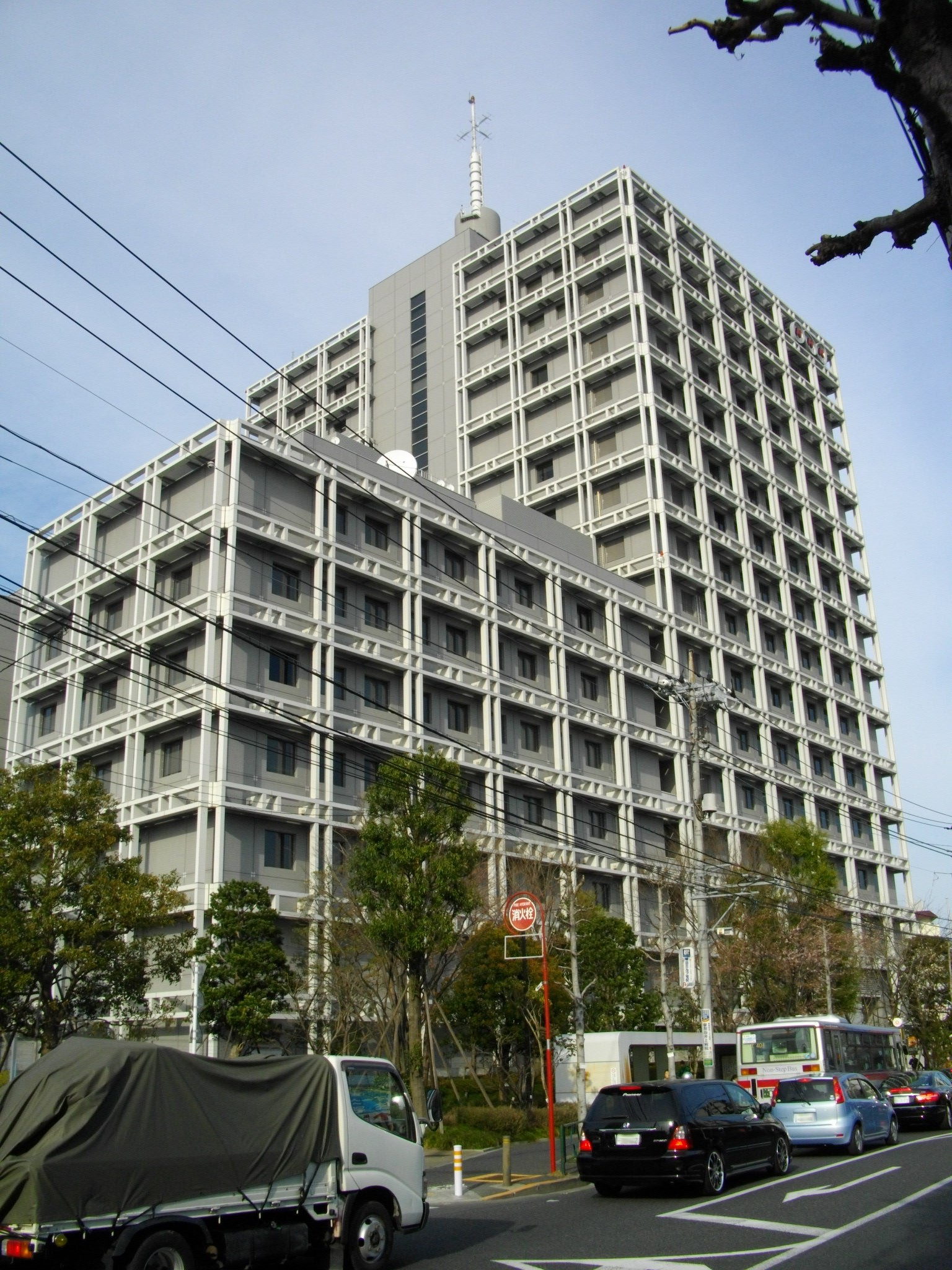
Лаборатория NHK
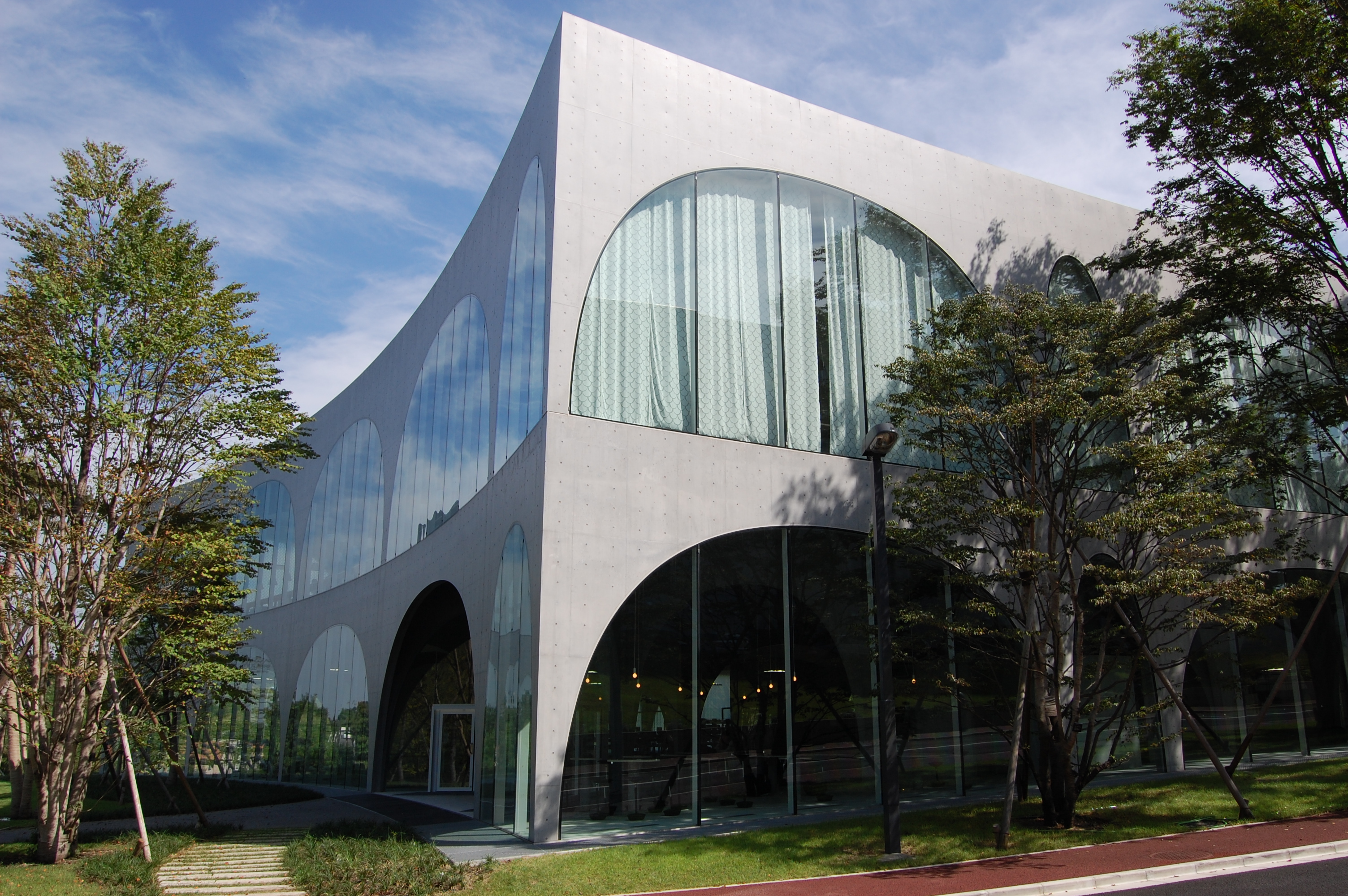
Университет Тама